# Far Cry Primal
Far Cry Primal este un joc video de acțiune-aventură, dezvoltat de Ubisoft Montreal și publicat de Ubisoft. A fost lansat pentru PlayStation 4, Xbox One, și Microsoft Windows în 2016. Acțiunea jocului se petrece în epoca de piatră și urmărește povestea lui Takkar, care pornește ca vânător neînarmat și ajunge să devină lider al unui trib.
Far Cry Primal a fost primit cu reacții pozitive de critici, mare parte dintre ei lăudând conceptul și cadrul, precum și mecanicile de îmblânzire a animalelor și designul lumii. Unii critici au simțit că jucătorul are prea puține arme la dispoziție, ceea ce a dus la un gameplay repetitiv, în timp ce alții au simțit că povestea și personajele nu se află pe aceeași linie cu cele din jocurile Far Cry anterioare.

## Gameplay

În Far Cry Primal, jucătorul are abilitatea de a îmblânzi animale.

Far Cry Primal este un joc video de acțiune-aventură. Deoarece jocul are loc în timpuri străvechi, gameplay-ul tradițional al seriei, cel cu mașini și arme de foc, a fost înlăturat, iar jucătorii au acum acces numai la arme precum sulițe, bâte, topoare și arcuri. Jucătorii nu pot cumpăra arme, ci vor trebui să le meșteșugească folosind materiale găsite, precum lemnul sau piatra. Pe măsură ce jucătorii avansează, ei pot realiza arme mai letale, având o varietate largă de resurse. Jucătorii vor trebui să-și vâneze mâncarea și să învețe să facă focul. În afară de confruntarea cu prădătorii din natură, jucătorul va avea șansa să ajungă liderul tribului, dar și să alunge alte triburi din acel loc. Prin acest lucru, jucătorii sunt însărcinați să-și conducă și să-și protejeze tovarășii de trib. Jocul conține și un ciclu noapte-zi, care va afecta gameplay-ul jocului. Noaptea, unii dintre inamici devin mai agresivi și periculoși. Jucătorii pot folosi focul și ca o unealtă pentru protecția personală sau pentru a vâna pe timp de noapte.
Jucătorii pot îmblânzi animalele sălbatice din joc, precum bursuci și smilodoni, prin hrănirea lor. Aceste animale servesc ca și tovarăși pentru jucători, și îi pot asista după ce sunt îmblânziți. Jucătorii le pot da și comenzi. Fiecare animal are un comportament diferit, iar jucătorii pot schimba animalele între ele ori de câte ori doresc. Takkar are și o bufniță de companie, care poate fi controlată direct. Cu ajutorul acestei bufnițe, jucătorii pot cerceta avanposturile inamicilor și îi pot evidenția. Prin îmbunătățirea abilităților, bufnița poate avea diferite avantaje, precum a omorî pe cineva sau a arunca bombe. 
Într-o actualizare ulterioară, a fost introdus modul survival, care mărește drastic dificultatea jocului.

## Sinopsis

### Cadrul
Jocul se petrece la începutul perioadei Mezolitice, în anul 10.000 î.Hr. Are loc în bazinul Muntilor Carpati,  Europa Centrală, în ținutul ficțional Oros, un loc cu diferite tipuri de floră și faună, harta fiind open-world. Spre deosebire de celelalte jocuri ale seriei, apar și animale sălbatice preistorice, precum mamuți, smilodoni, urși ai peșterii, lei de peșteră, rinoceri lânoși, și elani irlandezi, dar și precursori ale unor animale moderne precum ursul brun și cerbi. Supraviețuirea este la ordinea zilei într-o vreme în care pericolele sunt la fiecare pas.
Jucătorii îl controlează pe Takkar (dublat de Elias Toufexis), refugiat în Oros fără arme și resurse, după ce grupul său de vânătoare a fost ambuscat și atacat. Takkar, folosindu-se de noua abilitate de a îmblânzi animale, va ajunge în cele din urmă la putere și își va conduce propriul trib.

### Povestea
Takkar, un vânător din tribul Wenja, abia supraviețuiește după ce camarazii săi sunt ambuscați și omorâți de un smilodon în timp ce ei mergeau către ținutul Oros. Continuând singur, Takkar o întâlnește pe Sayla, o femeie tot din Wenja, și, împreună cu ea, el ajunge în Oros, unde află că oamenii din Wenja sunt împrăștiați și fără adăpost pe întregul ținut, după ce satul lor a fost distrus de Ull, liderul tribului neanderthal Udam, care, pentru un anumit motiv, îi vânează pe cei din Wenja pentru a-i mânca de vii. După aceea, Takkar începe să-i adune pe toți din Wenja care îi întâlnește lângă peștera sa, în cele din urmă găsindu-l și pe șamanul Tensay, care îl învață să îmblânzească animalele locale.
După ce oprește un atac al lui Ull în noul său sat, Takkar primește ajutorul a alți trei pricepuți din Wenja: Jayma, o vânătoreasă veterană, Wogah, un meșteșugar cu o singură mână, și Karoosh, un luptător cu un singur ochi, care dorește să se răzbune personal pe Udam. Cu ajutorul lui Tensay, Takkar descoperă că Udam mănâncă carne de Wenja în speranța de a se salva de la o boală care le omoară tribul. El îl localizează și îl abordează pe comandantul Udam, Dah, pentru a afla mai multe despre tehnicile Udam. Tribul Wenja nu acceptă să ofere adăpost unui om din tribul inamic, iar aceștia încearcă să-l execute pe Dah, dar Takkar îl salvează la timp și îi câștigă respectul și ajutorul. Când tribul aztec agrar Izila, un trib mai avansat care trăiește într-un loc umed din sudul Orosului, începe să captureze prizonieri Wenja pentru a-i face sclavi și a-i sacrifica, Takkar le invadează domeniile pentru a-i salva, ajungând față în față cu Batari. După ce refuză să devină sclavul lui Batari, un război între Wenja și Izila începe. Apoi, Takkar se infiltrează în tabăra unui comandant Izila, pe nume Roshani, pe care îl capturează, permițându-i să trăiască în schimbul secretelor tehnologiei Izila a culturilor roditoare.
După ce se pregătește îndeajuns pentru a se lupta cu Ull și Batari, Takkar atacă prin surprindere fortărețele Udam și Izila, trecând peste opoziția întâlnită și omorând comandanții acestora. În timp ce Batari este arsă de vie în timpul unei eclipse solare, Ull îl imploră pe Takkar, cu ultima suflare, să aibă grijă de cei doi copii ai săi, iar el acceptă, luându-i în satul său, în siguranță. Cu amândouă triburi distruse și dominația Wenja asigurată, Roshani acceptă să stea cu Wenja și să-i învețe secretul unor culturi roditoare, în timp ce Takkar decide să-l omoare pe Dah pentru a-i sfârși suferințele, el suferind de boala Udam. Apoi, Takkar celebrează victoria împreună cu ceilalți consăteni.
Într-un epilog, fiica lui Ull apare în timp ce îmblânzește un urs de peșteră, ceea ce implică că și ea a învățat abilitățile de a îmblânzi animalele, la fel ca Takkar.

## Dezvoltare
Dezvoltarea jocului a fost condusă de Ubisoft Montreal, cu ajutor din partea Ubisoft Toronto, Ubisoft Kiev și Ubisoft Shanghai. Când a fost întrebat dacă acest joc va fi o expansiune a lui Far Cry 4, precum Blood Dragon a fost pentru Far Cry 3, regizorul Alex Hutchinson a spus că jocul nu va avea o continuare, dar se plănuiește ceva ce îi va "surprinde" pe jucători. Pe 5 ianuarie 2015, Ubisoft a lansat un sondaj de opinie și i-a întrebat pe jucători care ar fi cadrul lor favorit pentru un joc Far Cry. Sondajul a inclus tematici precum vampiri, zombi, dinozauri, o lume post-apocaliptică, războaie istorice și locații moderne precum Peru și Alaska.
A fost adăugat pe Steam în data de 2 octombrie 2015, sub numele de cod Far Cry Sigma, cauzând confuzii majore atât pentru fani, cât și pentru presă. Pe 6 octombrie 2015, Ubisoft a ținut o conferință în care a fost dezvăluit noul lor proiect. Acesta a fost anunțat o zi mai târziu, cu toate că a fost publicat de IGN cu câteva ore înainte de anunțul oficial. Regizorul creativ al jocului este Jean-Christophe Guyot, care a lucrat și la câteva jocuri din seria Prince of Persia. Pe 3 decembrie 2015, regizorul secund, Maxime Béland, a spus că Far Cry Primal este la fel de mare ca și Far Cry 4. Jocul nu conține un mod multiplayer. Această decizie a fost luată în stagiile timpurii ale dezvoltării jocului, Ubisoft dorind să se concentreze pe miezul gameplay-ului jocului.
Far Cry Primal s-a lansat pentru PlayStation 4 și Xbox One pe 23 februarie 2016, iar pentru Microsoft Windows pe 1 martie 2016. Jocul are două ediții speciale diferite, amândouă dintre ele costând mai mult decât jocul principal. Ediția Collector’s Edition conține două cărți speciale, o hartă a ținutului Oros, coloana sonoră oficială a jocului și o carte Wenja, ce servește ca ghid pentru jucătorii ce doresc să se familiarizeze cu limba vorbită în joc. Ediția Digital Apex Edition, care poate fi achiziționată numai digital, precum și ediția Collector's Edition au conținut digital ce constă, de exemplu, din misiuni secundare, arme și pachete adiționale.

### Limba
Personajele vorbesc o limbă ficțională, cu o structură și sintaxă bine definită. Este bazată pe limba proto-indo-europeană, mare parte din limbile europene moderne bazându-se pe aceasta. Lingviștii au format trei dialecte - Wenja, Udam și Izila - una pentru fiecare trib din joc. Fiecare dialect a fost proiectat pentru a avea sunete distincte și a exprima cultura fiecărui trib. Scenaristul principal al jocului, Kevin Shortt, a spus că jucătorii vor putea să înțeleagă vocabularul Wenja și să termine jocul "pricepându-l". Cantautorul mexican Malukah a fost printre actorii care au furnizat țipete de război și alte efecte vocale pentru joc.

### Coloana sonoră
Coloana sonoră a jocului Far Cry Primal a fost compusă de Jason Graves și a fost creată cu ajutorul instrumentelor cu percuție, pietre, lut, și un fluier aztec al morții. Triburile pe care jucătorul le întâlnește au propriile note muzicale; tribul Wenja conține un corn de berbec și un flaut, în timp ce tribul Izilia conține fluierul aztec al morții, voci feminine și percuții de ritual.

## Recepție
Conform site-ului web Metacritic, versiunea pentru Microsoft Windows a lui Far Cry Primal a fost primită cu recenzii "mixte sau mediocre" după lansare, în timp ce versiunile pentru PlayStation 4 și Xbox One au fost primite cu recenzii "majoritar favorabile".
Kyle MacGregor de la Destructoid a vorbit pozitiv despre cum jocul arată violența față de animale și despre aspectele de supraviețuire în general, spunând că au fost realizate realist. El a simțit și că mecanica tovarășului animal a fost unul dintre cele mai bune elemente, zicând că are un "potențial fără limite". În legătură cu alegerea cadrului, el a simțit că este o evoluție naturală și binevenită pentru seria Far Cry. Cu toate acestea, el a spus că povestea este familiară și previzibilă, și a mai spus că, chiar dacă cadrul a fost schimbat dramatic, formula Far Cry nu este la fel de inovativă ca altă dată.
Matt Buchholtz de la Electronic Gaming Monthly a scris, "Grafica este uimitoare—Ubisoft a desăvârșit efectele speciale și animațiile." El a adăugat, "Jocul se simte ca o remasterizare a lui Far Cry 4 la preț întreg, fără o poveste captivantă", concluzionând, "Far Cry Primal chiar își dorește să-ți arate că sunt nenumărate lucruri pe care le poți face în lumea sa open world preistorică. Din păcate, poate nu îți dorești să faci niciunul dintre ele."
Jeff Cork de la Game Informer a lăudat cadrul pentru realismul său, în special pentru că protagonistul nu este un tânăr care, inexplicabil, are cunoștințe superioare de luptă. El a numit grafica și designul "frumoase", și a spus că decizia de a folosi o limbă primitivă creată specială pentru acest joc și-a îndeplinit scopul. În cele din urmă, Cork a scris: "Jucătorii care asociază Far Cry cu explozii și lupte cu arme pot găsi acest cadru dezamăgitor, dar este unul dintre titlurile mele preferate ale seriei de până acum."
Matt Utley de la Game Revolution a numit Far Cry Primal o "gură de aer proaspăt atât pentru serie, cât și pentru jocurile de acțiune în general". El a lăudat decizia de a renunța la arme și vehicule pentru un gameplay mai dinamic, a numit grafica "luxuriantă" și "evocatoare", și, la fel ca ceilalți, a lăudat schimbarea drastică de cadru. Criticile lui Utley au fost minore; i-au displăcut anumite aspecte ale schemei de controale, a găsit că momentele liniștite ale jocului erau încheiate de inamicii agresivi, și a simțit că nu s-au adus destule modificări și îmbunătățiri la formula de bază a seriei Far Cry.
Mike Mahardy de la GameSpot i-a acordat jocului o recenzie pozitivă, spunând că cel mai mare plus al jocului este cadrul. El a lăudat harta open world, numind-o "coerentă" și "prevestitoare", bucurându-se de concentrarea "intensă" pe supraviețuire, iar mecanicile de îmblânzire numindu-le "creative". Mahardy a spus că jocul nu conține prea multe arme, iar unele elemente de gameplay le-a considerat prea "repetitive".
Joe Skrebels de la GamesRadar a fost mult mai negativ în recenzia sa, spunând: "Primal ia din structura grozavă a seriei Far Cry, dar puțin din apartenența acesteia. Cu niciun obiectiv clar și un arsenal limitat, jocul însuși se simte ca fiind preistoric." Skrebels a lăudat și el mecanicile de îmblânzire și designul open world.
Luke Reilly de la IGN și-a sintetizat recenzia prin: "Far Cry Primal intră în acțiune cu idei noi, dar nu vine cu prea multă poveste." Reilly a spus că aspectele cele mai bune ale jocului au fost create de schimbarea formulei seriei, făcând referire la elementele de supraviețuire și mecanicile de îmblânzit animale. Cu toate acestea, Reilly a simțit că schimbarea drastică a seriei nu a fost fără probleme, spunând că personajele, obiectivele și povestea se află cu un pas înapoi față de cele ale jocurilor anterioare.
Justin McElroy de la Polygon a lăudat mai ales mediul open world al jocului, numindu-l cel mai "interesant" al seriei. Și-a sintetizat recenzia prin: "Nu vreau ca fiecare joc Far Cry de acum încolo să fie cu săgeți în loc de gloanțe, cu tigrii în loc de motociclete, dar Primal este un exemplu revigorant despre cum poți îmbunătăți o serie, neschimbându-i sufletul."
Cu toate că a caracterizat jocul ca fiind "foarte captivant" și a simțit că decizia de a schimba puțin ritmul a fost una bună, Simon Miller de la VideoGamer.com a recunoscut că Far Cry Primal "nu aduce nimic nou" seriei. Și el a lăudat mecanicile de îmblânzire a animalelor și grafica.

### Vânzări
Versiunea fizică a jocului a debutat pe locul 1 în clasamentele din Regatul Unit în prima săptămână de la lansare. Conform NPD Group, jocul a fost și cel mai bine vândut titlu din Statele Unite în luna februarie 2016. Conform celor de la Ubisoft, jocul s-a descurcat mult mai bine decât era așteptat, și că jocul a avut parte de cea mai bună lansare a unui joc în februarie.